# Juan Jacinto Muñoz Rengel
Juan Jacinto Muñoz Rengel est un écrivain espagnol, né à Malaga en 1974. Il a réalisé un doctorat en philosophie et a enseigné aussi bien en Espagne qu’au Royaume-Uni, et a contribué à des publications telles qu’Anthropos, Ínsula, Clarín et le journal El País.
Il est l'auteur des romans Le tueur hypocondriaque (2012) et El sueño del otro (2013), et des recueils de nouvelles 88 Mill Lane (2006), De mecánica y alquimia (2009), finaliste du prix Setenil du meilleur recueil de nouvelles de l'année, et El libro de los pequeños milagros (2013) ; il a coordonné et préfacé des anthologies de récits brefs Ficción Sur (2008) et Perturbaciones (2009) ; et il a été inclus dans trois anthologies de référence de sa génération, Pequeñas Resistencias (éd. Andrés Neuman, 2010), Siglo XXI (2010) et Cuento español actual (2014).
Son roman Le tueur hypocondriaque, une œuvre qui cherche la fusion des genres, a été publié dans une dizaine de pays et a rencontré l'enthousiasme du public et de la critique : « Hilarant [et] irrésistible ! », Paris Match ; « Attention, bijou de polar philosophique. Érudit, drôle et spirituel. », Trois Couleurs ; « Très en forme, Juan Jacinto Muñoz Rengel signe une comédie noire réjouissante. », Livres Hebdo ; « Le talent de Juan Jacinto Munoz Rengel tient à sa riche imagination. », l'Humanité ; « Une authentique leçon d'écriture et de philosophie. », El Mundo ; « Un roman délicieux. Une merveille. », ABC ; « Une comédie noire géniale. », Qué Leer.

### Livres
- El sueño del otro, Penguin Random House, 2013  (ISBN 978-84-01-35357-4) - Inédit en France.
- Le tueur hypocondriaque, Penguin Random House, 2012  (ISBN 978-84-01-35225-6) ; Les Escales, 2013  (ISBN 978-2365690447); Pocket, 2014  (ISBN 9782-266242400).
- De mecánica y alquimia, Prix Ignotus 2010, Salto de Página, 2009  (ISBN 978-84-936354-9-7).
- 88 Mill Lane, Alhulia, 2005  (ISBN 978-84-96083-85-1).
- La realidad quebradiza (éd. Juan Jacinto Muñoz Rengel), Páginas de Espuma, 2012,  (ISBN 978-84-8393-099-1).
- Perturbaciones. Antología del cuento fantástico español actual (éd. Juan Jacinto Muñoz Rengel), Salto de Página, 2009  (ISBN 978-84-936354-6-6).

### Anthologies
- Las otras. Antología de mujeres artificiales, (éd. Teresa López-Pellisa), McNally Jackson, New York, USA, 2016.
- Simbiosis: Antología de ciencia ficción hispana (éd. Carlos Gámez), La Pereza, Miami, USA, 2016,  (ISBN 978-0692809839).
- Historia y antología de la ciencia ficción española (éd. Julián Díez y Fernando Ángel Moreno), Cátedra, 2014,  (ISBN 978-84-376-3337-4).
- Mañana todavía. Doce distopías para el siglo XXI  (éd. Ricard Ruiz Garzón), Penguin Random House, 2014,  (ISBN 978-84-15-83131-0).
- Visionarias / Visionaries (éd. Alberto Chimal), Traviesa, Cornell, New York, USA, 2014.
- Cuento español actual (1992-2012) (éd. Ángeles Encinar), Cátedra, 2014,  (ISBN 978-84-376-3220-9).
- Mar de pirañas. Nuevas voces del microrrelato español (éd. Fernando Valls), Menoscuarto, 2012,  (ISBN 978-84-96675-89-6).
- Prospectivas. Antología de ciencia ficción española actual (éd. Fernando Ángel Moreno), Salto de Página, 2012,  (ISBN 978-84-15065-31-9).
- Steampunk : antología retrofuturista (éd. Félix J. Palma), Fábulas de Albión, 2012,  (ISBN 978-84-9393-793-5).
- Las mil caras del monstruo (éd. Ana Casas), Bracket Cultura, 2012,  (ISBN 978-84-939961-0-9).
- La familia del aire. Entrevistas con cuentistas españoles (éd. Miguel Ángel Muñoz), Páginas de Espuma, 2011,  (ISBN 978-84-8393-051-9).
- Pequeñas Resistencias 5. Antología del nuevo cuento español (éd. Andrés Neuman), Páginas de Espuma, 2010  (ISBN 978-84-8393-069-4).
- Siglo XXI. Los nuevos nombres del cuento español (éd. Fernando Valls et Gemma Pellicer), Menoscuarto, 2010  (ISBN 978-84-96675-48-3).
- Por favor, sea breve 2 (éd. Clara Obligado) Páginas de Espuma, 2009  (ISBN 978-84-8393-011-3).
- Atmósferas (éd. Rosa Regàs), Muchocuento Association, 2009.
- Cuento vivo de Andalucía, Université de Guadalajara, Mexique, 2006.

## Récompenses
- Prix Julio Cortázar 2007 (Cuba)
- Finaliste du Prix Clarín Alfaguara 2009[1] (Argentine)
- Prix Ignotus 2010[2] (Espagne)
- Prix Xatafi de la Meilleure Nouvelle Espagnole 2010 et Finaliste du Prix Xatafi du Meilleur Livre de Fiction 2010 (Espagne)
- Finaliste du Prix Setenil du Meilleur Recueil de Nouvelles 2010[3] (Espagne)
- Finaliste du Prix Festival du Premier Roman de Chambéry-Savoie 2012 (France)
- Prix Festival Celsius du Meilleur Roman 2017 (Espagne)